# Scarfies
Scarfies è un film del 1999 diretto da Robert Sarkies.
Pellicola prodotta in Nuova Zelanda, ambientata nella città di Dunedin. Il titolo originale del film (nella versione USA il titolo è Crime 101) deriva dal soprannome affibbiato agli studenti universitari dell'Università di Otago, così chiamati per via delle tradizionali sciarpe blu ed oro indossate durante l'inverno ed a sostegno della squadra di rugby Otago Rugby Football Union. Gran parte della fotografia e della colonna sonora del film è un omaggio alla città, incluso l'uso di diverse canzoni del Dunedin sound nella colonna sonora (la band locale The Clean fa persino un cameo durante il film).

## Trama
Un gruppo di cinque studenti si trasferiscono insieme a vivere in un appartamento che sembra essere stato abbandonato. La scoperta di una piantagione di marijuana coltivata nel seminterrato porta in primo luogo all'euforia, quindi alla paranoia e alle discussioni tra i coinquilini su ciò che accadrà quando i veri proprietari torneranno a raccoglierlo. Quando arriva Kevin, il proprietario del raccolto, gli studenti temono per la propria vita e lo bloccano nel seminterrato. Gli eventi si svolgono sullo sfondo del più grande evento sportivo della città , la finale del campionato nazionale di rugby della Nuova Zelanda.

## Produzione
Il film inizialmente aveva un piccolo budget di produzione di 250.000 dollari neozelandesi, ma in seguito ha ricevuto un finanziamento aggiuntivo di 1,6 milioni dalla New Zealand Film Commission.

## Colonna sonora
1. Save My Life - Bike
2. Outer Space - The 3Ds
3. George - Headless Chickens
4. Doledrums - The Chills
5. Let There Be Love - JPS Experience
6. Tally Ho - The Clean
7. Suck - Love's Ugly Children
8. Cactus Cat - Look Blue Go Purple
9. Gaze - Bike
10. Randolph's Going Home - Shayne Carter e Peter Jefferies
11. Death and the Maiden - The Verlaines
12. Suck - Straitjacket Fits
13. Grey Parade - JPS Experience

## Accoglienza
Scarfies è stato accolto con favore, descritto come "... il film neozelandese più divertente per anni ...", e ha ottenuto buoni risultati al botteghino.